# Матвийчук, Эдуард Леонидович
Эдуа́рд Леони́дович Матвийчу́к (укр. Едуард Леонідович Матвійчук; род. 27 апреля 1963, село Великие Лучки, Закарпатская область) — председатель Одесской областной государственной администрации, член Партии регионов; народный депутат Украины, член фракции Партии регионов (с ноября 2007 года), член Комитета по вопросам прав человека, национальных меньшинств и межнациональных отношений (с декабря 2007 года).

## Биография
В 1980—1981 годах — ученик Ужгородского торгово-кулинарного училища.
В 1981—1986 годах — студент физического факультета Ужгородского государственного университета.
В 1986—1988 годах — учитель физики Ясинянской средней школы (Закарпатская область)
В 1988—1989 годах — учитель физики средней школы № 8 г. Ужгорода.
В 1989—1995 годах — инспектор, старший инспектор Чопской таможни.
В 1997—1998 годах — президент Футбольного клуба «Верховина», г. Ужгород.
В 2000—2002 годах — шеф-редактор газеты «Евро-Центр», г. Ужгород.
С апреля 2002 по март 2005 года — народный депутат Украины IV созыва, избранный по спискам избирательного блока Ющенко «Наша Украина». С 28 ноября 2003 года — член депутатской фракции Партии регионов
С апреля 2006 по ноябрь 2007 года — Народный депутат Украины 5-го созыва от Партии регионов (№ 102 в списке). Член Комитета по вопросам европейской интеграции (с июля 2006 года), член Комитета по вопросам Европейской интеграции (с июля 2006 года), член фракции Партии регионов (с мая 2006 года).
С ноября 2007 по апрель 2010 года — народный депутат Украины 6-го созыва от Партии регионов (№ 131 в списке).
С 18 марта 2010 по 8 ноября 2013 года — председатель Одесской областной государственной администрации.
С 11 июня 2010 по 8 ноября 2013 года — глава Одесской областной организации Партии регионов Украины.
25 декабря 2018 года включён в список украинских физических лиц, против которых российским правительством введены санкции.

## Премии и награды
- Орден «За заслуги» III степени (23 августа 2011 года)[4].
- По результатам конкурса Общенациональной премии Украины «Человек года 2010» признан лучшим губернатором Украины за 2010 год (итоги конкурса подведены 26 марта 2011 года).

## Ущемление свободы слова
В мае 2010 года за издание распоряжения о выходе Одесской государственной администрации из соучредителей украиноязычной областной газеты «Чорноморські новини» Национальный союз журналистов Украины, принял решение включить Эдуарда Матвийчука в «десятку душителей украинской журналистики». Газета «Чорноморські новини» придерживается украинской националистической ориентации и до решения Матвийчука в значительной мере финансировалась из госбюджета.
В декабре 2010 года «Гильдия собственных корреспондентов центральных СМИ в Одессе» единогласно присудила Матвийчуку ежегодную «антинаграду» Гильдии «Стоп-кран одесской журналистики». Он стал одиннадцатым обладателем приза, в частности, «за создание условий, препятствующих работе членов Гильдии собственных корреспондентов, отказ от встреч с собкорами и игнорирование письменных обращений журналистов».

## Общественно-политические инициативы
Инициатор общественно-политической акции «Народный бюджет» (Одесская область, 2011—2012)

## Семья
Жена Евгения Дмитриевна (род. 1968) домохозяйка, дочь Алиса (род. 1993); сын Марк (род. 2004).